# Mohamed Khouna Ould Haidalla

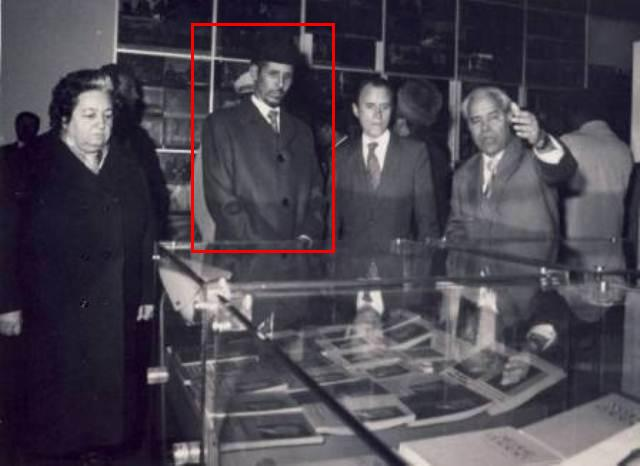
Mohamed Khouna Ould Haidalla

Mohamed Khouna Ould Haidalla, född 1940 i Nouadhibou, var president i Mauretanien 4 januari 1980–12 december 1984.